# Aspindza (stad)
Aspindza (Georgisch: ასპინძა) is een 'nederzetting met stedelijk karakter' in het zuiden van Georgië met ongeveer 2.500 inwoners (2024). Het is het bestuurlijk centrum van de gelijknamige gemeente in de regio Samtsche-Dzjavacheti en ligt op ongeveer 25 kilometer ten zuidoosten van regiohoofdstad Achaltsiche. Aspindza is gesitueerd op 1.090 meter boven zeeniveau op de rechteroever van de rivier Mtkvari.

## Toponiem
De naam Aspindza zou afgeleid zijn van het Perzische Aspandzja (Georgisch: ასფან-ჯა) dat paardenstal betekent.

## Geschiedenis
De naam Aspindza wordt in documenten uit de 9e eeuw genoemd in relatie tot gevechten in het historische vorstendom Tao-Klardzjeti waar het toen in lag. In de 16e eeuw werd Aspindza veroverd door de Ottomanen.
In 1770 werd de Slag bij Aspindza gevochten tussen de Ottomanen en Georgische troepen onder leiding van koning Erekle II toen het Georgische Koninkrijk Kartli-Kachetië zich los probeerde te worstelen van zowel de Perzen als de Turken. Ondanks Georgische successen liep dit uit op een mislukking, waardoor het gebied onder Turks gezag bleef. In het stadje zijn thermische bronnen.
In 1961 werd Aspindza gepromoveerd naar een 'nederzetting met stedelijk karakter' (დაბა, daba).

## Meschetische Turken
In november 1944 werden de Meschetische Turken, een Turkssprekende etnische groep van overwegend moslimgeloof die in dit gebied woonde, naar Centraal-Aziatische Sovjetrepublieken gedeporteerd als onderdeel van een stalinistische hervestigingsoperatie. De Mescheten vormden op dat moment twee derde van de bevolking van het rajon (1939: 21.612 van de 32.644 inwoners). In 1917 bestond vrijwel het gehele dorp Aspindza uit Mescheten. Pogingen om Mescheten in het onafhankelijke Georgië terug te laten keren verliepen stroef, en kende lokale weerstand.

## Demografie
Op 1 januari 2024 had Aspindza 2.474 inwoners, een daling van 7% sinds de volkstelling van 2014. Aspindza kende in 2014 een vrijwel geheel Georgische bevolking (95,8%). Verder woonden er ruim 100 Armeniërs (3,8%).
| Aantal                                                           | - | 553 | 679 | 1.461 | 1.609 | 2.550 | 2.877 | 3.711 | 3.243 | 2.793 | 2.649 | 2.474 |
| Verantwoording data: Bevolkingsstatistiek Georgië 1897 tot heden |   |     |     |       |       |       |       |       |       |       |       |       |

## Vervoer
Aspindza is met de rest van Georgië verbonden door de S11 / E691 die Achaltsiche via Aspindza, Achalkalaki en Ninotsminda met Armenië verbindt. In de late Sovjet periode was deze weg onderdeel van de A306 Sovjet hoofdroute. 

## Foto's

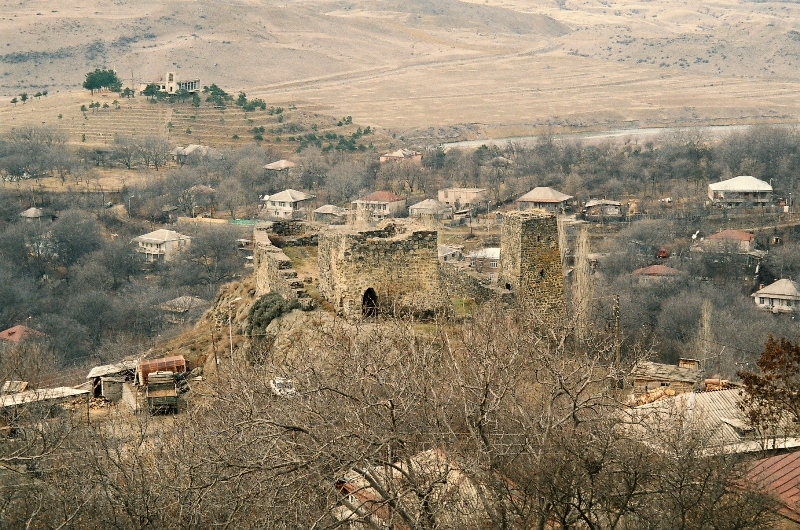
Fort Aspindza
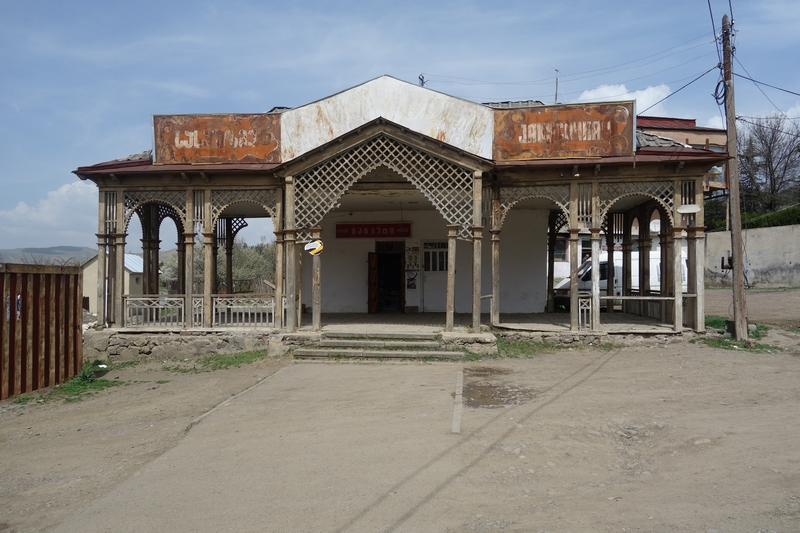
Winkel
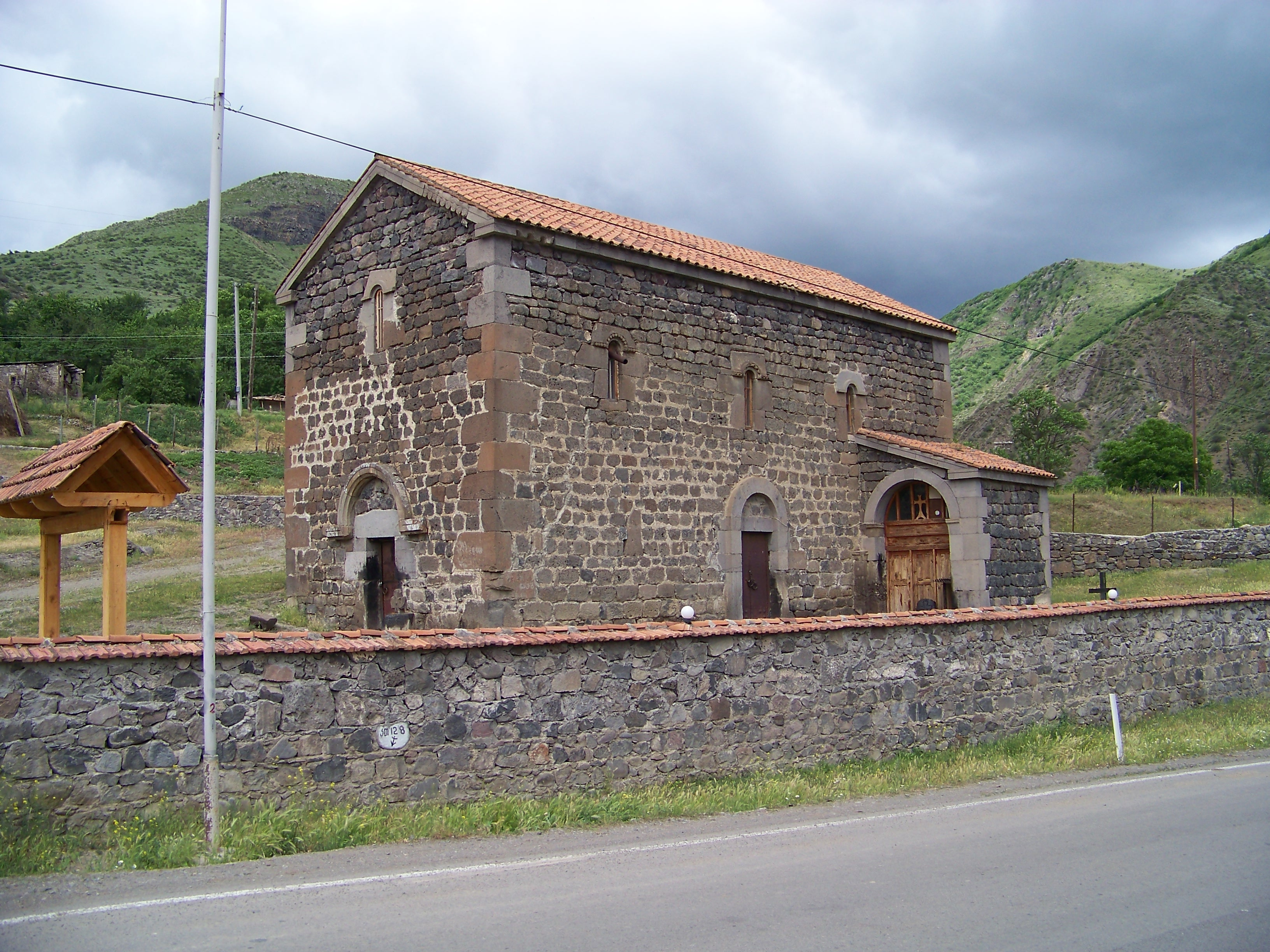
Chvilisja St. Joriskerk
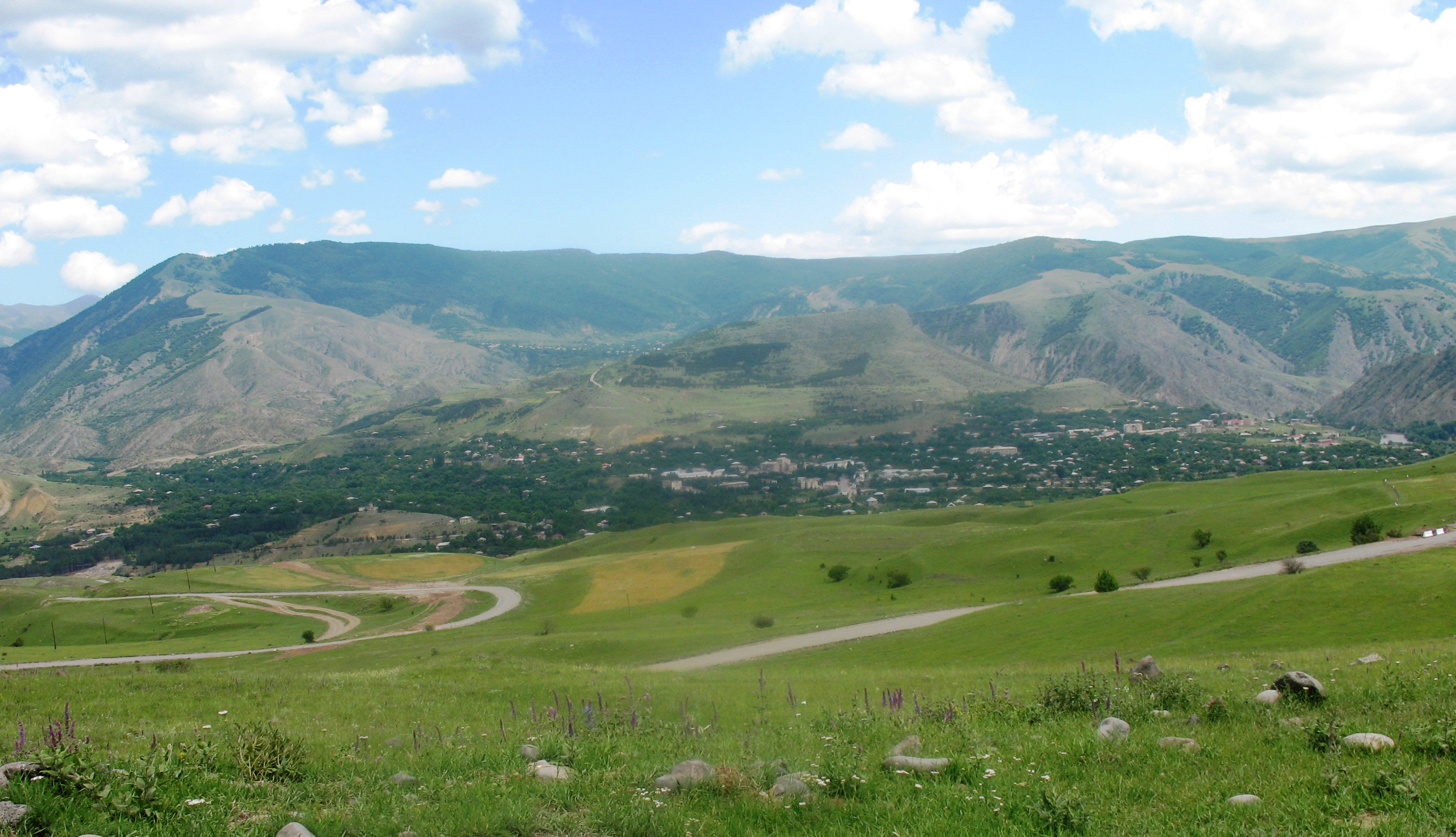
Aspindza en het Trialetigebergte